# 白音布鲁格
白音布鲁格（1913年2月6日—1996年10月19日），又名王海峰，蒙古族，哲里木盟科左中旗（今属内蒙古自治区通辽市）巴彦塔拉瓦房村人。中国人民解放军开国大校。

## 生平
1932年3月，经特木尔巴根、朋斯克介绍，加入了内蒙古人民革命党。1933年5月，朋斯克传达共产国际的指示，要其留在兴安南省的警备军中。
1945年8月8日，苏蒙联军对日开战，时任满洲国第十军管区第二师骑兵第四十六团团长的王海峰奉命进入王爷庙南山阵地阻击苏军。8月10日夜间，王海峰与步兵第三十八团团长胡克巴图尔率领所部，杀死日本军官，撤出阵地，摧毁王家窝铺的“五三”特务部队指挥机关，缴获一部电台和一些军用物资，并与驻王爷庙苏军取得联系，史称“八一〇”抗日武装起义。
1946年3月，成立内蒙古人民自卫军骑兵第二师，任师参谋长、师长，哲里木军分区副司令员。处于西满对敌军事斗争第一线，率部参加了第二次四平战役，1946年12月三度收复舍伯吐战斗。1947年5月参与解放通辽城。1948年3月经胡秉权、赵石介绍加入了中国共产党。1948年7月率部参加围困长春之战，长春和平解放后挥师向沈阳进军参加了辽沈战役。
中华人民共和国成立后，任昭乌达军分区司令员。1952年11月参加抗美援朝，任中国人民志愿军第十五军第四十五师实习师长。中国人民解放军骑兵第五师师长、乌兰察布军分区司令员等职。1979年副军职离休。